# Rok Ovniček
Rok Ovniček (født 29. januar 1995 i Slovenj Gradec, Slovenien) er en slovensk håndboldspiller som spiller for HBC Nantes og Sloveniens herrehåndboldlandshold.
Han deltog under EM i håndbold 2020 i Sverige/Østrig/Norge.